# Zemplínske Hámre
Zemplínske Hámre és un poble i municipi d'Eslovàquia. Es troba a la regió de Prešov, al nord del país.

## Història
La primera referència escrita de la vila data del 1899.

## Demografia
| Godina             | 1994 | 2004   | 2014   | 2024   |
| ------------------ | ---- | ------ | ------ | ------ |
| Nombre de persones | 1256 | 1240   | 1273   | 1291   |
| Diferència         |      | −1,27% | +2,66% | +1,41% |

| Godina             | 2023 | 2024   |
| ------------------ | ---- | ------ |
| Nombre de persones | 1279 | 1291   |
| Diferència         |      | +0,93% |